# Машевка
Ма́шевка (укр. Машівка) — посёлок городского типа, Машевский поселковый совет, в Полтавском районе Полтавской области Украины.
Является административным центром Машевского поселкового совета, в который не входят другие населённые пункты.

## Географическое положение
Посёлок городского типа Машевка находится на левом берегу реки Тагамлык, выше по течению на расстоянии в 2,5 км расположено село Сахновщина, ниже по течению на расстоянии в 1 км расположено село Селещина.
На реке несколько запруд.

## История
Первое упоминание о поселении относится к 1859 году, когда там было 68 дворов и 387 жителей.
С 1863 года — центр волости Константиноградского уезда Полтавской губернии.
В 1902 году в Машевке были крестьянские волнения.
В январе 1918 года здесь была провозглашена Советская власть.
В 1926 году Машевка стала райцентром Полтавского округа.
2 марта 1935 года началось издание районной газеты.
22 сентября 1937 года Машевка стала районным центром Полтавской области.
Во время Великой Отечественной войны в 1941—1943 гг. село находилось под немецкой оккупацией.
30 декабря 1962 года Машевский район был расформирован, но 8 декабря 1966 года — восстановлен.
В 1971 году селу был присвоен статус посёлок городского типа.
По состоянию на начало 1974 года здесь действовали молокозавод, хлебозавод и комбикормовый завод.
В 1980 году численность населения составляла 4,2 тыс. человек, здесь действовали молочный завод, хлебный завод, комбикормовый завод, комбинат бытового обслуживания, средняя школа, музыкальная школа, больница, Дом культуры и две библиотеки.
В январе 1989 года численность населения составляла 4307 человек.
В мае 1995 года Кабинет министров Украины принял решение о приватизации Машевского межколхозного комбикормового завода и райсельхозхимии в течение 1995 года.
В 2004 году комбикормовый завод был признан банкротом.
По состоянию на 1 января 2013 года численность населения составляла 3829 человек.
В 2014 году в Машевке состоялся про украинский митинг в поддержку майдана.

## Экономика
- Машевская районная типография.
- Филиал управления ГП «Укргаздобыча» по переработке газа и газового конденсата.
- газокомпрессорная станция № 14 «Машевка»[9] (по территории района проходит газопровод «Союз»)
- Новогригоровский нефтепромысел.
- ЗАО «Машевский молокозавод».
- ООО АФ «Покровская».

## Объекты социальной сферы
- Школа.
- Дом культуры.

## Транспорт
Через посёлок проходят железная дорога Полтава — Красноград (станция Тагамлык) и автомобильная дорога Т-1712.